# Velilla de San Antonio
Velilla de San Antonio é um município da Espanha, na província e comunidade autônoma de Madrid. Tem 14,35 quilômetros quadrados de área e em 2021 tinha 12 543 habitantes (densidade: 874,1 hab./km²). Limita com os municípios de Arganda del Rey, Loeches, Mejorada del Campo e Rivas-Vaciamadrid.